# Saber Strike
Saber Strike (deutsch Säbelhieb oder Säbelrasseln) ist eine multinationale Manöverreihe der United States Army Europe (USAREUR), die seit dem Jahr 2011 nach rotierendem Muster in den Ländern des Baltikum und in Polen stattfindet. Saber Strike ist Teil von „Allied Shield“, die außerdem die Manöver BALTOPS, Noble Jump und Trident Joust umfasst.

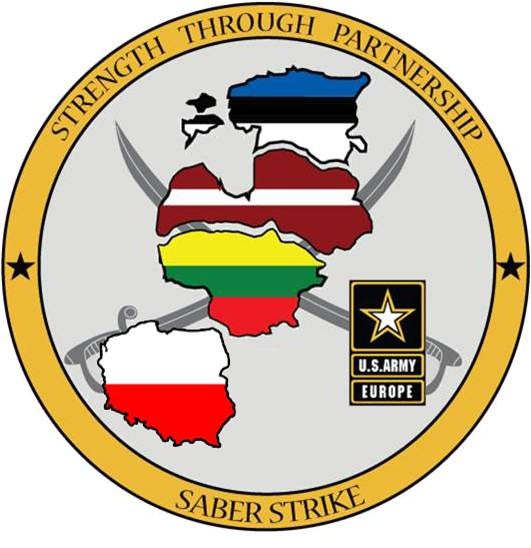
Saber Strike Logo

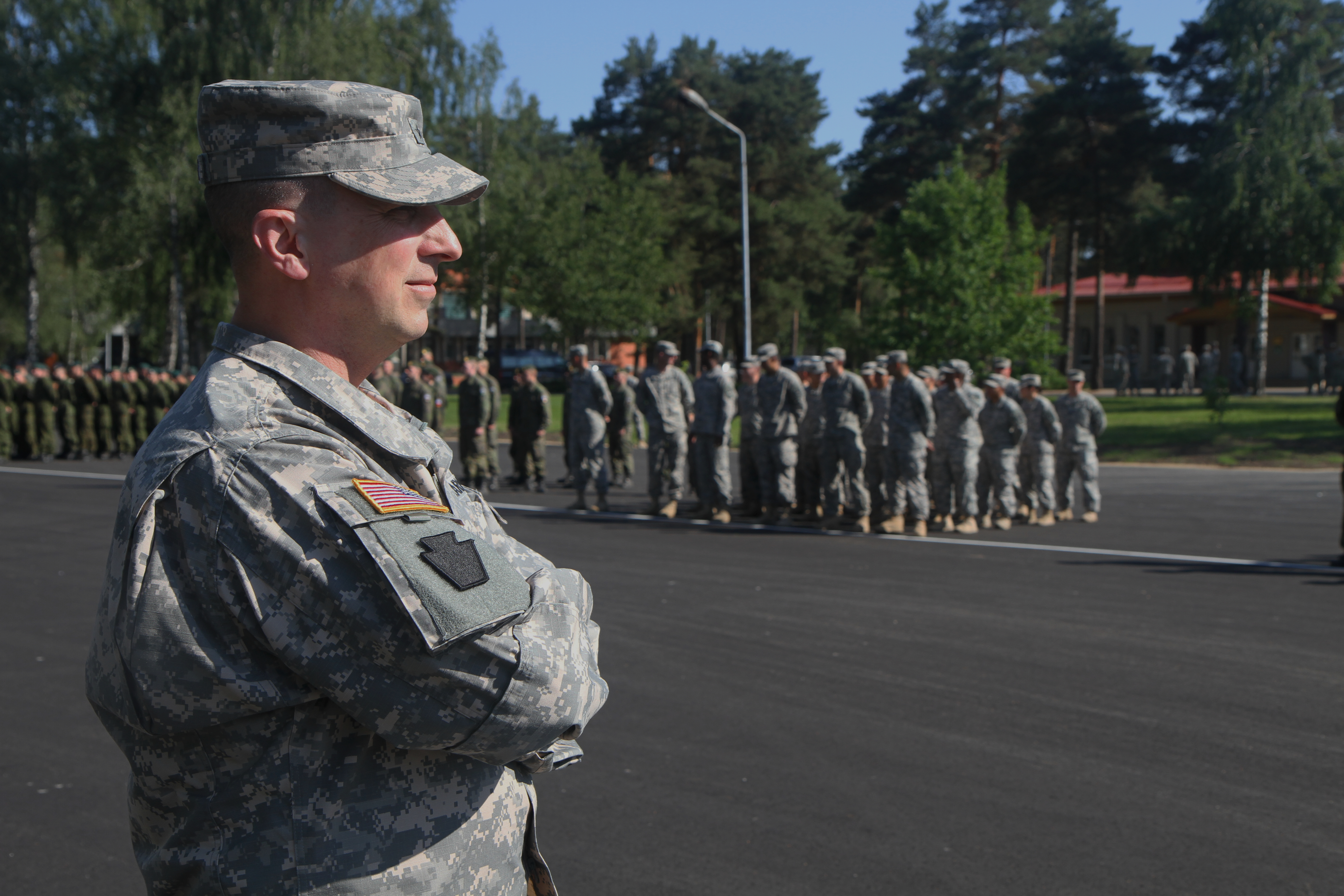
Eröffnung von Saber Strike im Jahr 2014

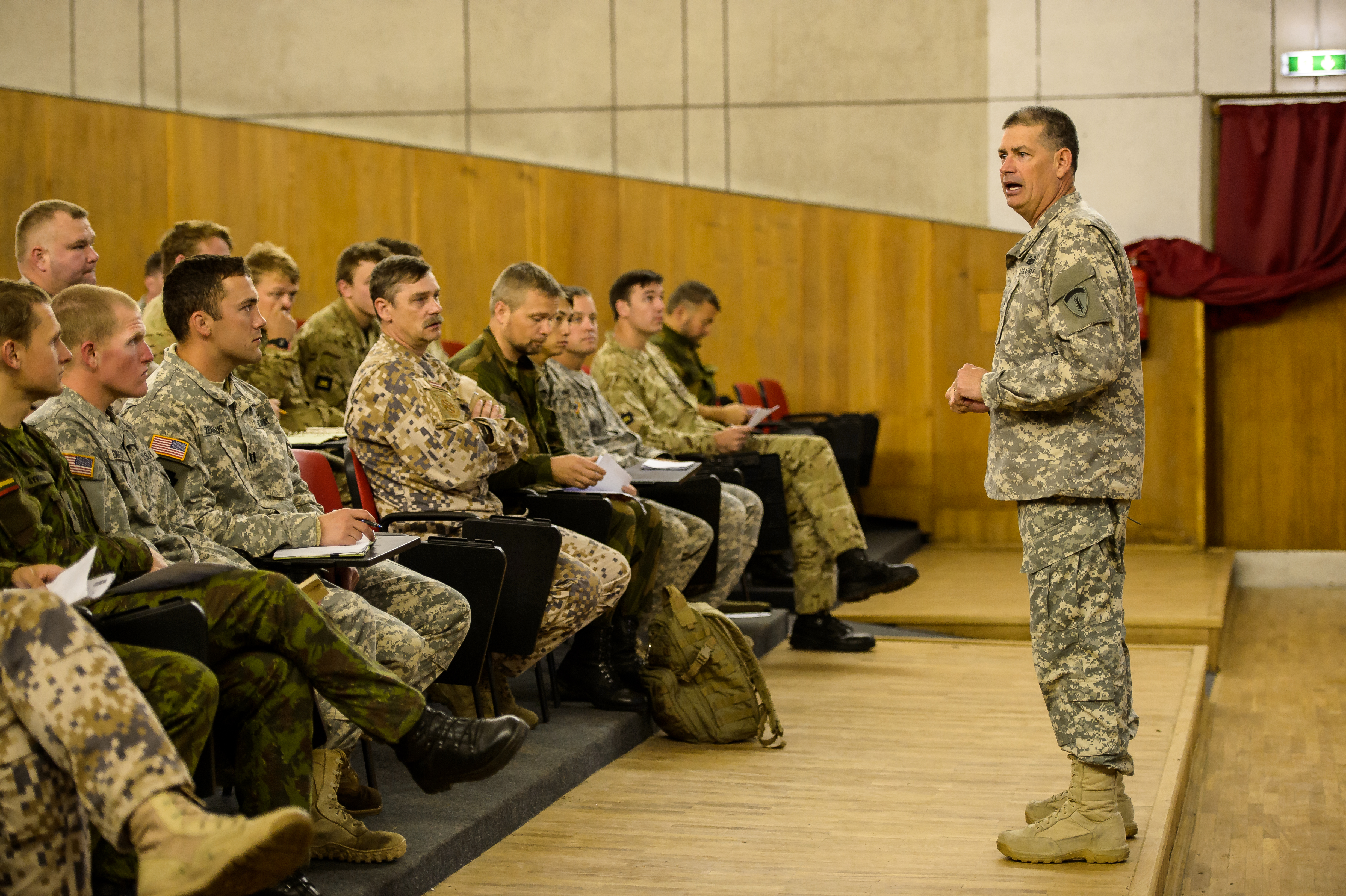
Saber Strike After Action Report 2014

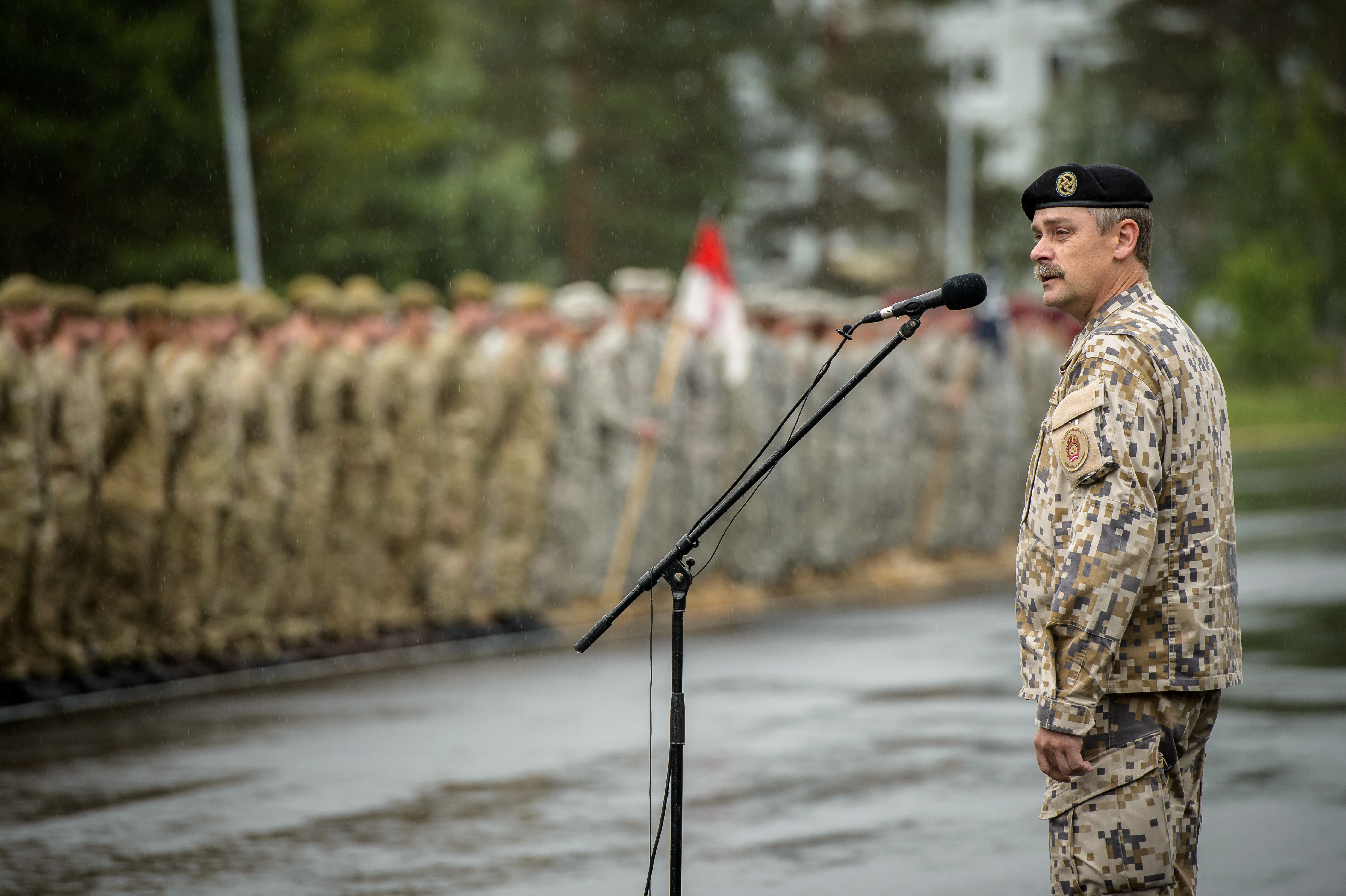
Saber Strike Abschlusszeremonie 2014

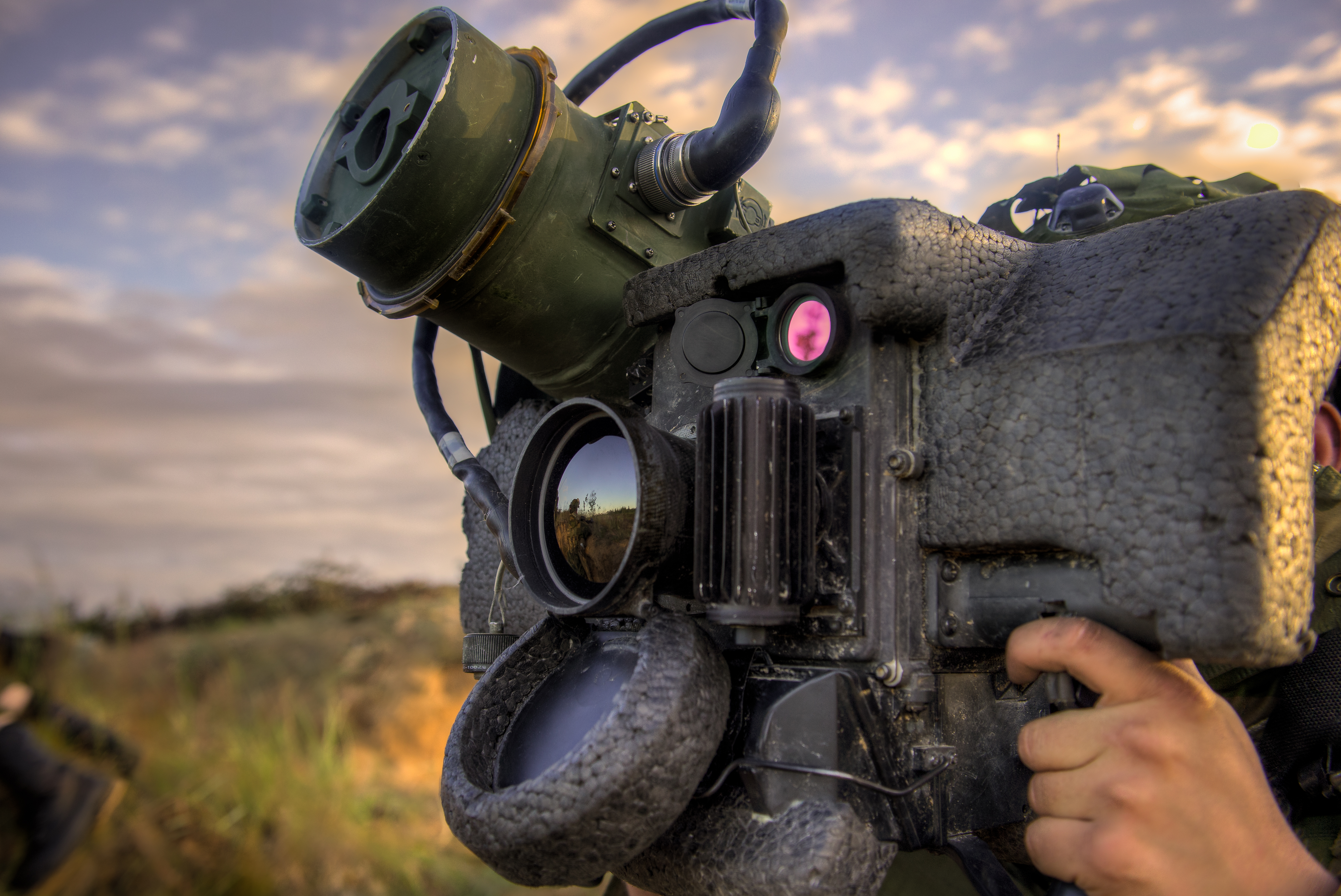
Abfeuern eines FGM-148-Javelin-Flugabwehrkörpers auf der Übung Saber Strike

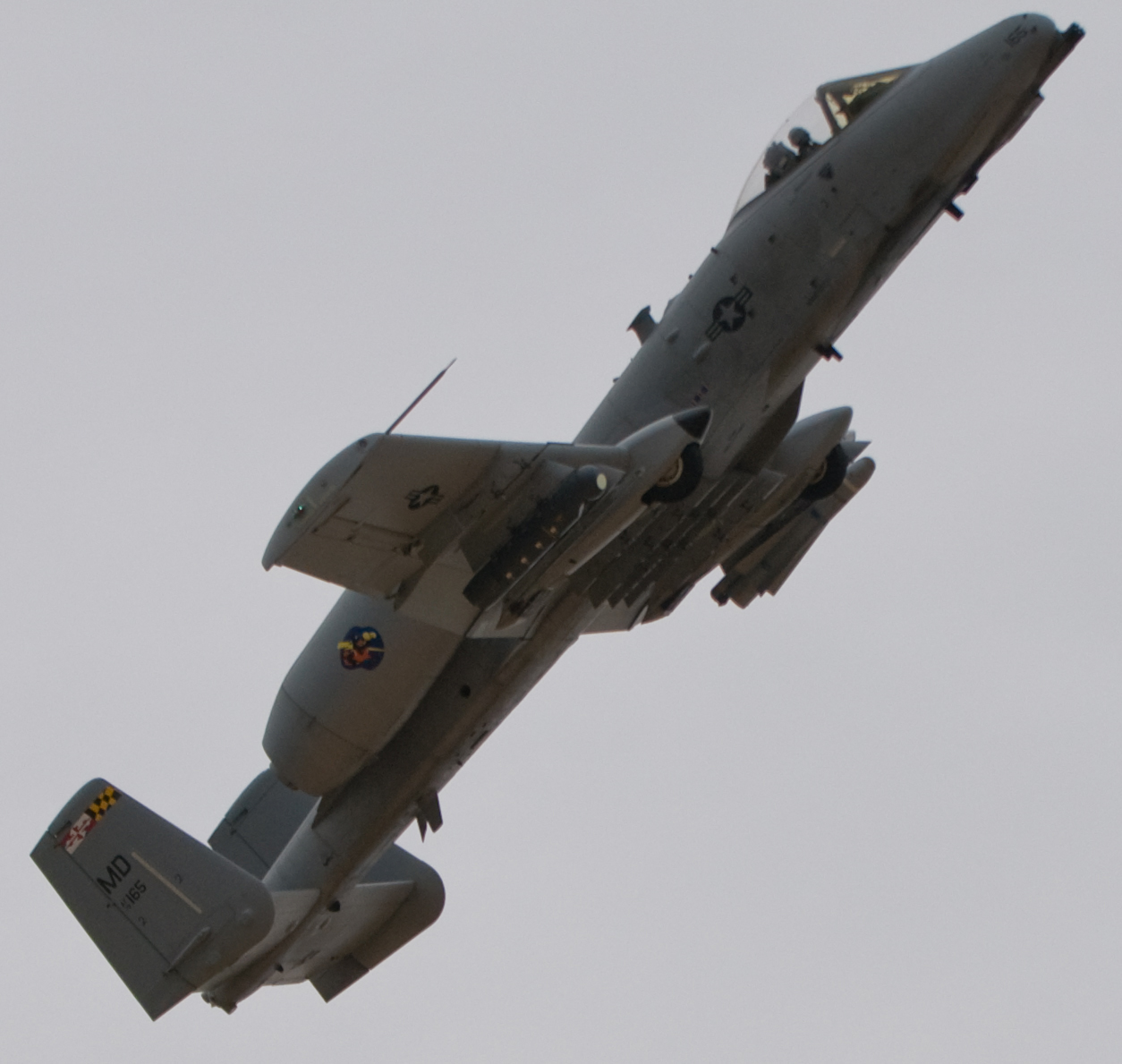
Flugmanöver eines A-10-Erdkampfflugzeuges während der Übung Saber Strike 2015

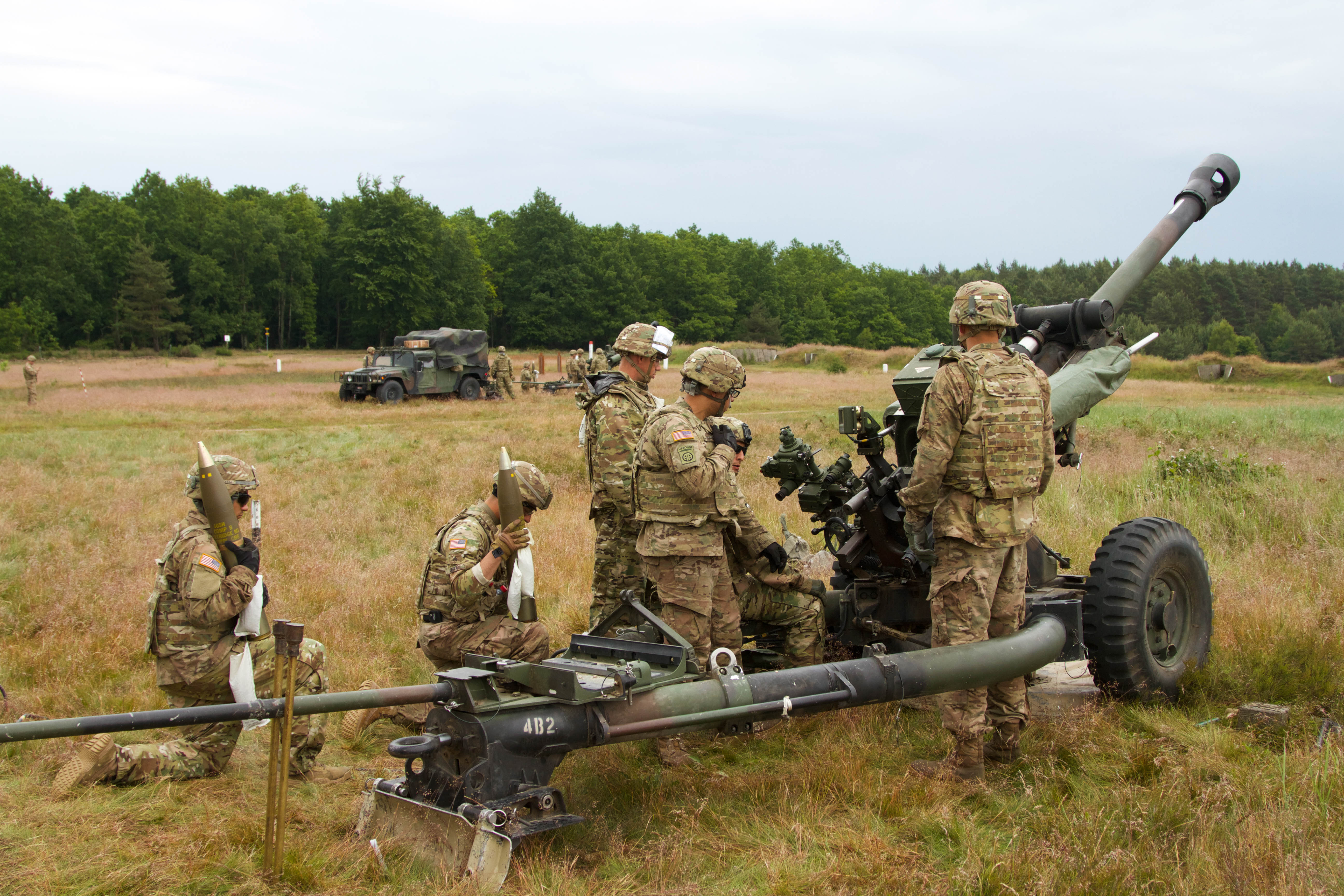
Feldgeschütze während der Übung Saber Strike 2012

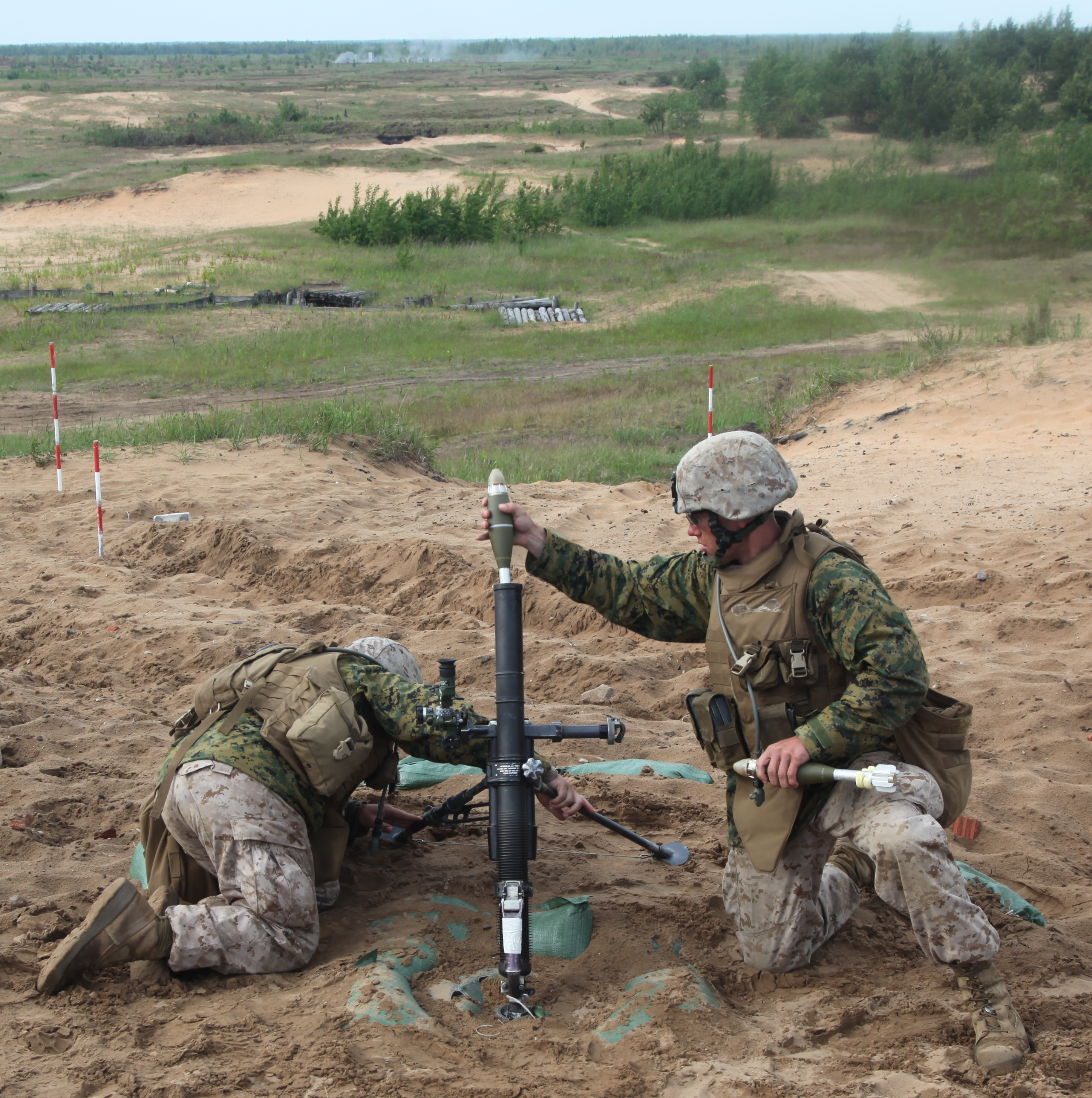
Feuerunterstützung einer USMC-Mörsergruppe während der Übung Saber Strike 2015

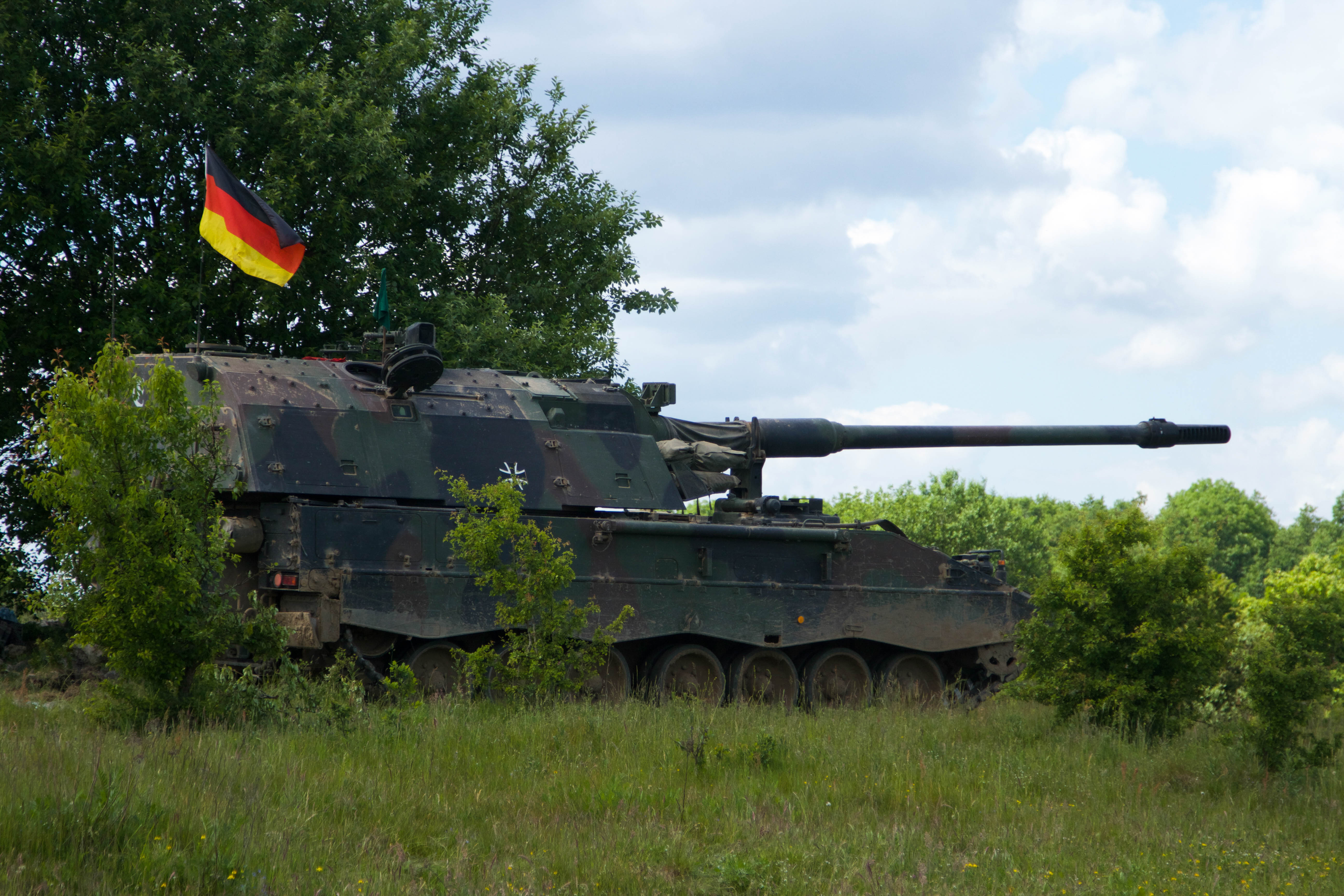
Deutsche Panzerhaubitze während der Übung Saber Strike 2015

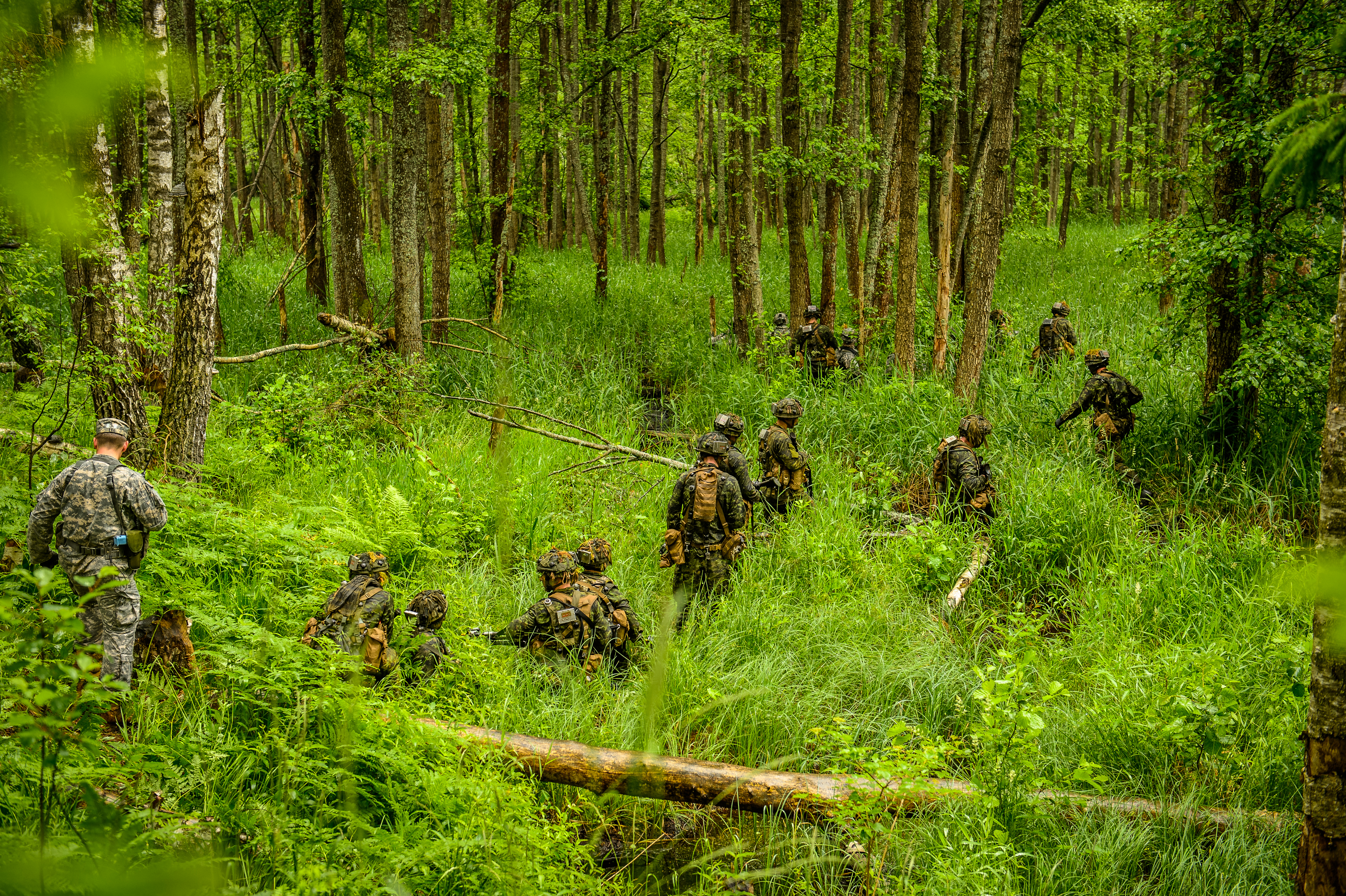
Kanadische und US-amerikanische Infanteristen beim Waldkampf während der Übung Saber Strike 2014

## Auftrag
Die Übung findet auf Truppenübungsplätzen in Litauen, Lettland und Estland statt. An ihnen sind im Durchschnitt 2.000 Soldaten aus 14 Ländern beteiligt. Saber Strike soll die regionale Kooperation der Verbündeten untereinander, das Führungsverhalten multinationaler Stäbe und Gefechtssituationen auf der Brigadeebene im Feld einstudieren. Hinzu kommen Computersimulationen und bestimmte Gefechtsarten bis hin auf Kompanieebene, die sich aus den verschiedenen Lagen ergeben. Ein weiterer Aspekt ist die Luftnahunterstützung (CAS), die von Bodentruppen angefordert wird und ein Leistungsnachweis des U.S. Expeditionary Medical Support (EMEDS, Sanitätswesen und Verwundetenversorgung). Hauptzweck von Saber Strike ist eine Demonstration der Kampfkraft von gefechtsbereiten Eingreiftruppen (Readiness Task Forces) bei einer möglichen russischen Aggression.

### Beteiligte Truppen
An Saber Strike 2011 nahmen lettische, estnische, litauische und polnische Einheiten sowie US-Kontingente der 56th Stryker Brigade, 172nd Infantry Brigade und der 16. Nachschubsbrigade teil. Ein Jahr später kamen Truppen aus Kanada, Finnland, Frankreich und Großbritannien dazu, von amerikanischer Seite das 2nd Cavalry Regiment und die Pennsylvania Nationalgarde, die mit einer Kompanie Strykern nach Lettland verlegte. Die Luftnahunterstützung kam dieses Mal von A-10-Erdkampfflugzeugen der Michigan Air-Nationalgarde. Den Fliegerleitoffizier (Joint Terminal Air Controller, JTAC) stellte die 4. US-Marineinfanteriedivision. 2013 stellten auch deutsche und dänische Truppen ihre Kontingente. Norwegen und Schweden entsandten Manöverbeobachter. Im Kontingent der 230 Mann starken britischer Streitkräfte und Teil der UK’s High Readiness Brigade, nahm 2015 auch eine Gurkha-Einheit, das Second Battalion Royal Gurkha Rifles (2RGR), an der Übung teil.

## Ablauf
Saber Strike ist vom Konzept her als Feldmanöver (Field and Situational Training Exercise) in Lettland, Litauen und Polen ausgerichtet, als Luftwaffennahunterstützung- und Fliegerleitübung (Joint Tactical Air Controller Training) in Estland sowie als Stabsübung (Command Post Exercise) in Litauen.

### Saber Strike 2011
Saber Strike 2011 bildete den Auftakt der Manöverreihe und stand noch unter dem Einfluss des Afghanistankrieges auf die beteiligten vier Nationen. Die Übung beinhaltete die Befehlsgebung von Gefechtsständen auf die Kampftruppen in der Gefechtsart Verteidigung sowie Gefechtsaufklärung und Aufspüroperationen. Übungsbeginn von Saber Strike 2011 war der 18. Oktober 2011 auf dem Truppenübungsplatz Ādaži in Lettland.

### Saber Strike 2012
Ein Jahr später nahmen 2.000 Soldaten aus acht Ländern vom 10. bis 22. Juni 2012 an der Übung Saber Strike 2012 in Estland und Lettland teil. Der Fokus lag dabei auf den Streitkräften aus den drei baltischen Ländern, von denen Estland und Lettland bereits an ISAF- und KFOR-Missionen teilgenommen hatten. Die Gefechtsübung hatte die Koordination der multinationalen Befehlsgebung und die Zusammenarbeit mit zivilen Stellen zum Auftrag. Während der Feldübung wurde unter gefechtsnahen Bedingungen auf Kompanie- und Zugebene mit Feuerunterstützung trainiert.

### Saber Strike 2013
Saber Strike 2013 fand zwischen dem 3. bis 14. Juni 2013 auf verschiedenen Übungsgeländen in Litauen, Lettland und Estland statt und wurde vom Contingency Command Post (CCP) und Joint Multinational Readiness Center (JMRC) kommandiert. Die Neuerung kam vom CCP der USAREUR, aus Pabradė in Litauen. Es wurde ein neues System, das Multilateral Interoperability Programme (MIP), vorgestellt, das es ermöglicht, die Befehle der Gefechtsstände verschiedener Nationen auf einheitliche Daten und Informationen einer gemeinsamen Schnittstelle zu standardisieren.

### Saber Strike 2014
Saber Strike 2014 wurde unter der Leitung des Joint Force Command Brunssum und Generalmajor Mark McQueen zwischen dem 9. und 20. Juni 2014 im Baltikum durchgeführt. Die Eröffnungszeremonie wurde von Boeing-B-52-Bombern begleitet. Das Hauptkontingent der Bodenstreitkräfte stellten mit 1.100 Mann die Dänen.
Im Schwerpunkt von Saber Strike 2014 standen Verteidigung und Angriff unter der Beteiligung von zehn Ländern. Saber Strike war die bis dahin größte Übung. Es nahmen 4.700 Soldaten und über 800 Gefechtsfahrzeuge wie M2 Bradley, M1126 Stryker, XA-180, XA-202 und M113 teil. Zur gleichen Zeit führten russische Streitkräfte Manöver in der Gegend um Kaliningrad durch. Sie übten einen Erstschlag, amphibische Landungsmanöver von Marineinfanteristen, Luftlandungen und Angriffe von Erdkampfflugzeugen.

### Saber Strike 2015
Mit Saber Strike 2015, vom 8. bis 19. Juni 2015, sollte eine Reaktion an der Nordostflanke der NATO auf die russische Aggression in der Ukraine gezeigt werden. Die Übung wurde am 8. Juni auf dem Truppenübungsplatz Nemencine in Litauen eröffnet. Die Beteiligung wurde auf 6.000 Soldaten aus 13 Nationen ausgedehnt. Darunter auch US-Marineinfanteristen und Fallschirmjäger. Von der Bundeswehr nahmen Soldaten des Jägerbataillons 291 aus Illkirch, unter dem Kommando von Oberstleutnant Mark-Ulrich Cropp, auf dem Truppenübungsplatz Drawsko Pomorskie teil. Sie übten zusammen mit dänischen Kampfpanzern des Typs Leopard 2 im Waldkampf das Zusammenwirken von Überwachung, Aufklärung und Gefechtsschießen. Die Jägerzüge übten im bewaldeten wie im offenen Gelände das Angriffsgefecht, nach dem Prinzip von Feuer und Bewegung mit seinen Einzelphasen unerkannte Annäherung an die Sturmausgangsstellung, Überschreiten der Ablauflinie, Sturm und Einbruch sowie Kampf durch die Tiefe. Der Angriff auf ein feindliches Stellungssystem wird von mehreren Sturmgruppen und einer Deckungsgruppe zur Sicherung vorgenommen. Die Deckungsgruppe geht als erste im Schützenrudel vor, die Sturmgruppen folgen in Schützenreihe. Neben der infanteristischen Ausbildung kamen auch Panzerhaubitzen 2000 des Artilleriebataillons 295 und MARS-Raketenwerfer zum Einsatz. Mithilfe verschiedener Aufklärungssysteme, wie dem Kleinfluggerät KZO oder dem Joint Fire Support Team, wurde mit dem MRS indirekte Feuerunterstützung der Kampftruppen geleistet. Parallel zu „Saber Strike“ fand in jenem Jahr auch die Übung Noble Jump in Żagań statt, an der das Panzergrenadierbataillon 371 teilnahm. Insgesamt waren an Saber Strike 2015 600 deutsche Soldaten beteiligt. Der Volltruppenübung (Field Training Exercise, FTX) ging eine Stabsrahmenübung (Command Post Exercise, CPX) in Litauen voran.

„On June 1 through 19 exercise Saber Strike 2015 held concurrently in the three Baltic States and Poland will train roughly 6 thousand troops from 13 NATO allies and partner nations. It will concentrate the most numerous allied capabilities on the soil of Lithuania since accessing NATO. The overall goal of the U.S. Army Europe-organised international Exercise Saber Strike 2015 is to develop and enhance the cooperation in planning and executing military operations, improving professionalism of military personnel and training to render Host Nation Support. This year brigade-level Command Post Exercise (CPX) and planning procedures will be based at the General Adolfas Ramanauskas Warfare Training Centre (Nemenčinė) and train staffs of brigades from 5 NATO allies, Denmark, Estonia, Latvia, Lithuania and the USA. Battalion-level field training exercise (FTX) and situational fire exercises will be running concurrently in Latvia’s, Lithuania’s, and Poland’s military training areas. […] FTXs in Lithuania involving roughly 1600 soldiers from across the Lithuanian Land Force and roughly 900 soldiers from deployed or rotating US, German, Portuguese ground units and Canadian and Slovenian air control units will take place at the Gaižiūnų (Rukla) and the General Silvestras Žukauskas (Pabradė) Training Areas.“

Saber Strike 2015 stand unter dem Oberkommando von Generalleutnant Ben Hodges (kommandierender General der US Army Europe), seinem Stellvertreter Generalmajor William K. Gayler und dem Command Sergeant Major Sheryl D. Lyon.

### Saber Strike 2016
Saber Strike fand vom 27. Mai bis 22. Juni statt; Ausrichter war das United States European Command (EUCOM). Es sollte die größte NATO-Übung im Jahr 2016 in Europa werden. Das 2nd Cavalry Regiment wurde auf einen 2.400 Kilometer langen taktischen Marsch von Deutschland ins Baltikum verlegt. Rund 10.000 Soldaten aus 13 Staaten nahmen am Manöver teil. Etwa zeitgleich fand in Polen das Manöver „Anakonda“ statt. Daran nahmen bis zu 31.000 Soldaten aus über 20 Staaten (darunter der Ukraine und Georgien) teil.

### Saber Strike 2018
Seit dem 3. Juni 2018 nehmen an der Übung im Baltikum und Polen insgesamt etwa 18.000 Soldaten aus 19 NATO- und Nicht-NATO-Staaten teil. Simuliert wird eine Schlacht mit Russland und Weißrussland um die Suwałki-Lücke.

### Saber Strike 2022
Nach Angaben der US Army trainieren im Februar und März 2022 etwa 13 000 Personen aus 13 Ländern in Tschechien, Estland, Deutschland, Lettland, Litauen, Polen und der Slowakei.
Es wurden 500 US-amerikanische Militärfahrzeuge aus Deutschland für den Transport in die Slowakei vorbereitet.

## Kritik
Das Deutsch-Niederländische Korps in Münster und das Panzergrenadierbataillon 371 der Bundeswehr sind wesentlicher Teil der Speerspitze (NATO Response Force), die Teil einer „Rückversicherungs“-Strategie ist und den osteuropäischen Mitgliedsländern militärische Verteidigungsbereitschaft signalisiert. Das European Leadership Network (ELN) veröffentlichte im Februar 2016 ein Papier, in dem auch Manöveraktivitäten Russlands und der NATO thematisiert werden.
Saber Strike 2016 wurde vom deutschen Außenminister Frank-Walter Steinmeier (SPD) im Juni 2016 als „lautes Säbelrasseln und Kriegsgeheul“ kritisiert. Es sei „fatal“, den Blick auf das Militärische zu verengen und in einer Abschreckungspolitik das Heil zu suchen. „Wer glaubt, mit symbolischen Panzerparaden an der Ostgrenze des Bündnisses mehr Sicherheit zu schaffen, der irrt. […] Wir sind gut beraten, keine Vorwände für eine neue, alte Konfrontation frei Haus zu liefern.“
Die russische Regierung äußerte sich anlässlich Saber Strike besorgt; die Militärpräsenz der NATO dehne sich nach Osten aus. Eingreiftruppen seien aufgestockt und deren Operativität durch Stationierung von Kommandoeinheiten in osteuropäischen Ländern ausgedehnt worden. Bereits 2014 erklärte der stellvertretende Außenminister Wladimir Titow, Russland könne das Großmanöver «als nichts anderes als eine feindliche Absicht sehen».